# Фукала, Михал
Ми́хал Фу́кала (чеш. Michal Fukala; род. 22 октября 2000, Фридек-Мистек) — чешский футболист, защитник и клуба «Слован (Либерец)».

## Клубная карьера
Фукала — воспитанник клуба «Фридек-Мистек». 9 апреля 2017 года в матче против «Виктории Жижков» он дебютировал в чешской ФНЛ. Летом 2018 года Фукала перешёл в либерецкий «Слован». 15 декабря в матче против «Богемианс 1905» он дебютировал в Первой лиге. 14 сентября 2022 года в поединке Кубка Чехии против «Рокицани» Михал забил свой первый гол за «Слован».  

## Международная карьера
В 2019 году в составе юношеской сборной Чехии Фукала принял участие в юношеском чемпионате Европы в Армении. На турнире он сыграл в матче против команды Франции, Норвегии и Ирландии.
В 2023 году Фукала в составе молодёжной сборной Чехии принял участие в молодёжном чемпионате Европы в Румынии и Грузии. На турнире он сыграл в матчах против команд Германии и Израиля. 